# Charmont-sous-Barbuise
Charmont-sous-Barbuise település Franciaországban, Aube megyében. Lakosainak száma 1039 fő (2022. január 1.). Charmont-sous-Barbuise Aubeterre, Avant-lès-Ramerupt, Chaudrey, Feuges, Longsols, Luyères, Montsuzain, Onjon és Vailly községekkel határos.

## Népesség
A település népességének változása:
| Lakosok száma | 501  | 608  | 648  | 874  | 1052 | 1038 | 1017 | 1019 | 1011 | 1039 |
|               | 1968 | 1982 | 1990 | 2006 | 2013 | 2015 | 2017 | 2019 | 2020 | 2022 |